# ペインテッド・フロム・メモリー
ペインテッド・フロム・メモリー(Painted from Memory)は、1998年に発表されたエルヴィス・コステロとバート・バカラックのアルバム。

## 解説
すべての曲がコステロとバート・バカラックの共作。
コステロはデビュー前からバート・バカラックのファンであり、初期のライブでもバカラックの「I Just Don't Know What to Do with Myself」をカバーしていたり、80年代中期にはニック・ロウと共同で「Baby It's You」をレコーディングしていた。1995年に映画「グレイス・オブ・マイ・ハート」のために「God Give Me Strength」を共作したことがきっかけで本アルバムが作られた。
このアルバムからは、「Toledo」がシングルカットされた。
本アルバム収録曲の「I Still Have That Other Girl」でグラミー賞のベスト・ポップ・コラボレーション・ウィズ・ヴォーカルズを受賞した。
本アルバムの収録曲をビル・フリゼールによりジャズ風にアレンジしたアルバム「ザ・スウィーテスト・パンチ」は、ほぼ同時期にレコーディングされた。

## 収録曲
1. イン・ザ・ダーケスト・プレイス - In the Darkest Place
2. トレド - Toledo
3. アイ・スティル・ハヴ・ザット・アザー・ガール - I Still Have That Other Girl
4. ディス・ハウス・イズ・エンプティ・ナウ - This House Is Empty Now
5. ティアーズ・アット・ザ・バースデイ・パーティ - Tears at the Birthday Party
6. サッチ・アンライクリー・ラヴァーズ - Such Unlikely Lovers
7. マイ・シーフ - My Thief
8. ザ・ロング・ディヴィジョン - The Long Division
9. ペインテッド・フロム・メモリー - Painted from Memory
10. ザ・スウィーテスト・パンチ - The Sweetest Punch
11. ホワッツ・ハー・ネーム・トゥデイ - What's Her Name Today?
12. ゴッド・ギヴ・ミー・ストレングス - God Give Me Strength

## 1999 limited edition bonus disc
1. ディス・ハウス・イズ・エンプティ・ナウ(ライブ) - This House Is Empty Now (live on Late Night with Conan O'Brien, November 27, 1998)
2. アイ・スティル・ハヴ・ザット・アザー・ガール (ライブ) - I Still Have That Other Girl (live at Shibuya Hall, Tokyo, February 10, 1999)
3. イン・ザ・ダーケスト・プレイス (ライブ) - In the Darkest Place (live at the Athenaeum, Melbourne, February 16, 1999)
4. ペインテッド・フロム・メモリー (ライブ) - Painted from Memory (live at the Athenaeum, Melbourne, February 16, 1999)
5. ホワット・ハー・ネーム・トゥデイ  - What's Her Name Today?